# Villa Grimaldi
Ne doit pas être confondu avec Villa Grimaldi Fassio.

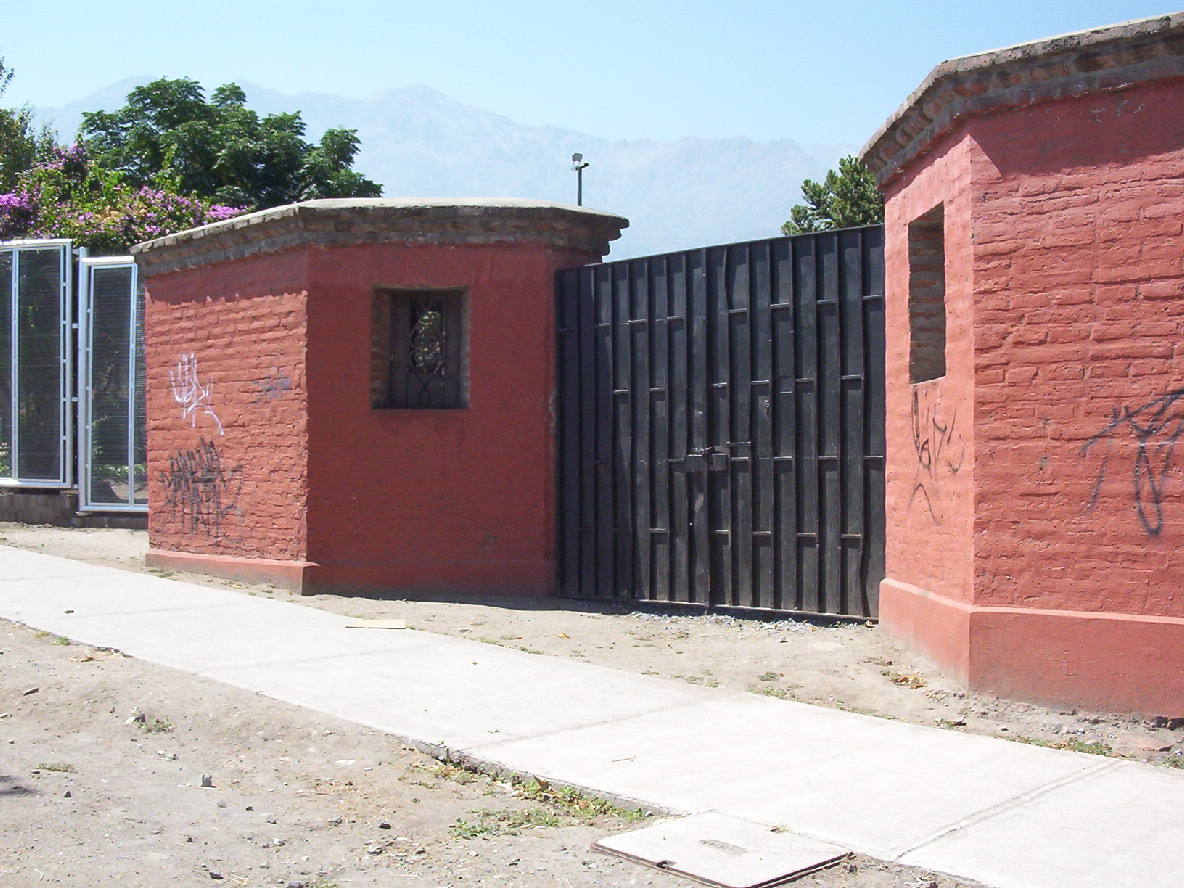
Ancien portail

La Villa Grimaldi est une grande propriété située sur les collines précordilléranes de la commune de Peñalolén à Santiago du Chili. Cette habitation est célèbre pour avoir été, durant la dictature militaire d'Augusto Pinochet, un des centres les plus importants de détention et de torture, par lequel transitèrent aux alentours de 4 500 détenus entre 1973 et 1978.

## Histoire
Ce lieu appartenait à la famille de l'avocat et humaniste chilien Juan Egaña. En ce lieu s'est développée une intense vie culturelle, favorisée par Egaña lui-même.
Au début du XXe siècle, la propriété appartenait à José Arrieta, qui y poursuivit les activités établies par Egaña.
Après le coup d'État du 11 septembre 1973, la Villa Grimaldi fut utilisée dès le 12 septembre comme centre de détention. Elle fut rachetée fin 1973 par la DINA (Dirección de Inteligencia Nacional, la police politique de Pinochet), qui y établit un grand centre de détention et de torture. L'agence a fait pression sur son propriétaire, Emilio Vasallo, pour qu'il lui cède le terrain. Une fois en sa possession, il fut rebaptisé Quartier Terreneuve.
En 1974, le nouveau centre de détention, sous la responsabilité du colonel Manuel Contreras, commença à recevoir ses premiers occupants, et fut pleinement opérationnel dès la fin de la même année. C'était le quartier général de la Brigade de Renseignement Métropolitain dont le premier chef fut le major César Manríquez Moyano. À cette époque, la plus dure en termes de disparitions forcées et de torture, les centres dits Londres 38 (du nom de l'immeuble où il se trouvait), et Venda Sexy étaient actifs aussi dans Santiago.
On estime à 4 500 le nombre de personnes qui furent détenues à la Villa Grimaldi de 1973 à 1978. Parmi eux, 211 sont encore aujourd'hui victimes de disparitions forcées, et 18 ont été assassinées. Michelle Bachelet, élue présidente du Chili en 2006, y fut captive. La fonction principale de ce centre était la détention et la torture des militants du Mouvement de la gauche révolutionnaire (MIR), et à partir de 1975, du Parti communiste chilien.
Avec la dissolution de la DINA en 1976 la propriété fut transférée sous l'autorité du Centre National de Renseignement (CNI) à des fins administratives.
Dans le but d'éliminer toutes les traces de ce à quoi fut utilisé le lieu, en 1988, la propriété fut transférée au général Hugo Salas Wenzel, directeur du CNI. Ultérieurement, la propriété fut divisée en lots et tous les bâtiments furent détruits, à l'exception du mur entourant la villa. En 1990, le Parlement apprit en effet que Wenzel avait vendu en 1987 la Villa Grimaldi, centre de torture dans les années 1970, à une entreprise de construction pour 10 millions de pesos, qui avait commencé à détruire la villa. Il annula la transaction, affirmant que le général n'avait pas le droit de vendre une propriété de l'État, et finit par transformer la Villa en monument de commémoration.

## Situation actuelle
Avec le retour de la démocratie en 1990, le gouvernement de Patricio Aylwin dénonça les irrégularités dans le transfert de la propriété de la Villa Grimaldi. 
La campagne de l'Assemblée permanente pour les droits de l'homme de Peñalolén et La Reina aboutit à la décision du gouvernement de la Concertation, en 1995, d'y créer le Parc pour la Paix - Villa Grimaldi, inauguré le 22 mars 1997, rendant ainsi hommage à tous ceux qui y moururent et y furent torturés. Le nouveau centre de mémoire publia en 2010 les résultats d'un symposium, sous le titre Acceso público a la memoria .

## Dans la culture
La villa Grimaldi est le sujet d’une pièce de théâtre de Guillermo Calderon, Villa.